# Difflugia
Difflugia is een geslacht van eencelligen uit de familie van de Difflugiidae.

## Soorten
- Difflugia algaephila Decloitre, 1977
- Difflugia hydrostatica
- Difflugia litophila Gauthier-Lievre & Thomas, 1958
- Difflugia limnetica
- Difflugia linearis Gauthier & Lievre, 1958
- Difflugia lucida Penard, 1890
- Difflugia oblonga Ehrenberg, 1832
- Difflugia pyriformis
- Difflugia submarina Chardez & Thomas, 1980
- Difflugia subterranea Vassil Golemansky, 1970